# Az Amerikai Egyesült Államok hadseregének vezérkari főnöke
Az Amerikai Egyesült Államok hadseregének vezérkari főnöke (angolul Chief of Staff of the United States Army, CSA) az amerikai haderő szárazföldi haderőnemének (US Army) vezetője, a Hadsereg legmagasabb beosztása, egyben tagja az amerikai Egyesített Vezérkarnak (Joint Chiefs of Staff, JCS), mely a teljes haderő irányításáért felelős. 1903-ig a Hadsereg vezetője az Amerikai Egyesült Államok Hadseregének vezénylő tábornoka (Commanding General of the United States Army) címet viselő tábornok volt.
A vezérkari főnök a hadsereg védelmi miniszterének (United States Secretary of the Army) van alárendelve. Neki tesz jelentést, ő terjeszti be a terveket, programokat. Ő számol el a költségvetéssel és kimutatásokkal a védelmi miniszternek (Secretary of Defense, SecDef) és a kongresszusnak. Ő rendeli el, ha szükséges, a vizsgálatok végrehajtását. A Hadsereg vezérkarának irányítója.
A Hadsereg vezérkari főnökét az elnök nevezi ki, de a szenátus többségének is el kell fogadnia, mely a nép akaratát testesíti meg. Hivatalos megnevezése tábornok (General), ez az ún. „négycsillagos tábornok" (vezérezredes), a legmagasabb amerikai (és NATO) tábornoki rendfokozat.

## Vezérkari főnökök listája
|              | Név                                               | Kép | Hivatalba lépés      | Hivatali idő vége    |
| ------------ | ------------------------------------------------- | --- | -------------------- | -------------------- |
| 1.           | Samuel B. M. Young altábornagy                    |     | 1903. augusztus 15.  | 1904. január 8.      |
| 2.           | Adna Chaffee altábornagy                          |     | 1904. augusztus 19.  | 1906. január 14.     |
| 3.           | John C. Bates altábornagy                         |     | 1906. január 15.     | 1906. április 13.    |
| 4.           | J. Franklin Bell vezérőrnagy                      |     | 1906. április 14.    | 1910. április 21.    |
| 5.           | Leonard Wood vezérőrnagy                          |     | 1910. április 22.    | 1914. április 21.    |
| 6.           | William Wallace Wotherspoon vezérőrnagy           |     | 1914. április 22.    | 1914. november 16.   |
| 7.           | Hugh L. Scott vezérőrnagy                         |     | 1914. november 17.   | 1917. szeptember 22. |
| 8.           | Tasker H. Bliss vezérezredes                      |     | 1917. szeptember 23. | 1918. május 19.      |
| 9.           | Peyton C. March vezérezredes                      |     | 1918. május 20.      | 1921. június 30.     |
| 10.          | John Pershing tábornagy (hadseregtábornok)        |     | 1921. július 1.      | 1924. szeptember 13. |
| 11.          | John L. Hines vezérőrnagy                         |     | 1924. szeptember 14. | 1926. november 20.   |
| 12.          | Charles Pelot Summerall vezérezredes              |     | 1926. november 21.   | 1930. november 20.   |
| 13.          | Douglas MacArthur vezérezredes                    |     | 1930. november 21.   | 1935. október 1.     |
| 14.          | Malin Craig vezérezredes                          |     | 1935. október 2.     | 1939. augusztus 31.  |
| 15.          | George C. Marshall tábornagy (hadseregtábornok)   |     | 1939. szeptember 1.  | 1945. november 18.   |
| 16.          | Dwight D. Eisenhower tábornagy (hadseregtábornok) |     | 1945. november 19.   | 1948. február 6.     |
| 17.          | Omar Bradley vezérezredes                         |     | 1948. február 7.     | 1949. augusztus 15.  |
| 18.          | J. Lawton Collins vezérezredes                    |     | 1949. augusztus 16.  | 1953. augusztus 14.  |
| 19.          | Matthew B. Ridgway vezérezredes                   |     | 1953. augusztus 15.  | 1955. június 29.     |
| 20.          | Maxwell D. Taylor vezérezredes                    |     | 1955. június 30.     | 1959. június 30.     |
| 21.          | Lyman L. Lemnitzer vezérezredes                   |     | 1959. július 1.      | 1960. szeptember 30. |
| 22.          | George H. Decker vezérezredes                     |     | 1960. október 1.     | 1962. szeptember 30. |
| 23.          | Earle G. Wheeler vezérezredes                     |     | 1962. október 1.     | 1964. július 2.      |
| 24.          | Harold K. Johnson vezérezredes                    |     | 1964. július 3.      | 1968. július 2.      |
| 25.          | William C. Westmoreland vezérezredes              |     | 1968. július 3.      | 1972. június 30.     |
| (Ideiglenes) | Bruce Palmer, Jr. vezérezredes                    |     | 1972. július 1.      | 1972. október 11.    |
| 26.          | Creighton W. Abrams vezérezredes                  |     | 1972. október 12.    | 1974. szeptember 4.  |
| 27.          | Frederick C. Weyand vezérezredes                  |     | 1974. október 3.     | 1976. szeptember 30. |
| 28.          | Bernard W. Rogers vezérezredes                    |     | 1976. október 1.     | 1979. június 21.     |
| 29.          | Edward C. Meyer vezérezredes                      |     | 1979. június 22.     | 1983. június 21.     |
| 30.          | John A. Wickham, Jr. vezérezredes                 |     | 1983. július 23.     | 1987. június 23.     |
| 31.          | Carl E. Vuono vezérezredes                        |     | 1987. június 23.     | 1991. június 21.     |
| 32.          | Gordon R. Sullivan vezérezredes                   |     | 1991. június 21.     | 1995. június 20.     |
| 33.          | Dennis J. Reimer vezérezredes                     |     | 1995. június 20.     | 1999. június 21.     |
| 34.          | Eric K. Shinseki vezérezredes                     |     | 1999. június 21.     | 2003. június 11.     |
| 35.          | Peter J. Schoomaker vezérezredes                  |     | 2003. augusztus 1.   | 2007. április 10.    |
| 36.          | George W. Casey, Jr. vezérezredes                 |     | 2007. április 10.    | 2011. április 10.    |
| 37.          | Martin E. Dempsey vezérezredes                    |     | 2011. április 10.    | 2011. szeptember 7.  |
| 38.          | Raymond T. Odierno vezérezredes                   |     | 2011. szeptember 7.  | 2015. augusztus 14.  |
| 39.          | Mark A. Milley vezérezredes                       |     | 2015. augusztus 14.  | 2019. augusztus 9.   |
| 40.          | James C. McConville vezérezredes                  |     | 2019. augusztus 9.   | jelenleg is          |